# Heliotropium guanicense
Heliotropium guanicense är en strävbladig växtart som beskrevs av Ignatz Urban. Heliotropium guanicense ingår i Heliotropsläktet som ingår i familjen strävbladiga växter. Inga underarter finns listade i Catalogue of Life.